# Línia d'ordres

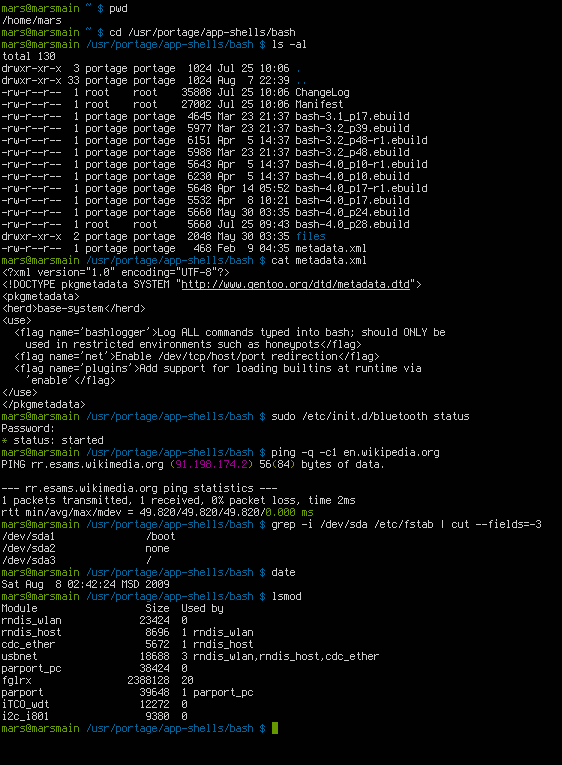
Imatge d'exemple d'una sessió Bash, capturada en Gentoo Linux.

Una interfície de línia d'ordres (o CLI, per les seves inicials en anglès) on l'usuari ha d'introduir les instruccions d'acord amb la semàntica i la sintaxi d'un llenguatge determinat. S'interacciona amb la informació de la manera més simple possible, sense gràfiques, només amb el text cru. Les ordres s'escriuen com a línies de text (d'aquí el nom), i, si els programes responen, generalment ho fan proporcionant informació a les línies següents. Gairebé qualsevol programa pot dissenyar-se per oferir a l'usuari alguna classe de CLI. Per exemple, gairebé tots els jocs de PC en primera persona tenen una interfície de línia d'ordres incorporada, utilitzada per diagnosticar i per a tasques administratives. Com a eina primària de treball, les línies d'ordres són principalment usades per programadors i administradors de sistemes, especialment en sistemes operatius basats en Unix; en entorns científics i d'enginyeria; i per part d'usuaris domèstics avançats.

## Història
A principis de l'informàtica, durant l'era dels mainframes (grans ordinadors a mida encara que amb capacitats de càlcul molt inferiors als ordinadors actuals), el control de l'execució dels programes es feia des de llocs especials (normalment ubicats a prop de l'ordinador en sales amb aire condicionat), on l'administrador manipulava directa i completament la màquina.
Quan es va començar a ampliar el nombre de persones que usaven els ordinadors, es va començar a utilitzar targetes perforades per fer la màquina més accessible als usuaris. Però, amb tot i això, estava la separació temporal entre la programació i l'execució d'un programa: des que s'iniciava la resolució d'un problema fins al moment en què es rebia la resposta proporcionada per l'ordinador en paper pijama transcorria gairebé una setmana.
Teletip: es teclejava l'ordre en el teclat i es rebia la resposta impresa en paper. Per a més ràpidament es podien introduir les dades per mitjà de cintes perforades (a la dreta, el lector, a l'esquerra, el perforador de cintes).
Aquesta forma d'utilitzar els ordinadors va anar canviant quan es van connectar teletips i després teclats amb un tub de raigs catòdics (monitors) a les computadores. A aquesta combinació se li va anomenar terminal: cada programador es podia connectar directament amb el computador. Amb això van començar a aparèixer programes que oferien, a través d'ordres, realitzar operacions que es repetien contínuament, com ara "imprimir un arxiu", "llistar tots els arxius", "Mostra el contingut d'un arxiu", etc. Cal assenyalar que no existien encara normes o estàndards relatius a aquests aparells perifèrics i que cada terminal tenia les seves pròpies normes de funcionament, en general incompatible amb altres màquines.
Això va acabar sent substituït per terminals més intel·ligents o connexions de xarxa que permetien accés remot, protegits mitjançant contrasenyes (passwords).
Després de l'ús massiu d'interfícies gràfiques (GUI), va començar a estendre l'ús programes que, dins d'un ambient gràfic, emulaven un terminal en una finestra.
Com a eina primària de treball, les CLI les usen molts programadors i administradors de sistemes, especialment en sistemes operatius basats en Unix, en entorns científics i d'enginyeria, i un subconjunt més petit d'usuaris domèstics avançats.
Les CLI són part integral no variable i idènticament important de diverses aplicacions com a interfície alternativa i / o paral·lela a les GUI i AUG. En l'actualitat, les línies d'ordres romanen com un important (i de vegades únic) mitjà per interaccionar amb programes independentment de la memòria.

## Altres interfícies de línia d'ordres
La línia d'ordres proporciona una interfície entre els programes i l'usuari. En aquest sentit, la línia d'ordres serveix com a alternativa al quadre de diàleg. Els editors i les bases de dades generen una línia d'ordres on poden operar processadors d'ordres alternatius.
Hi ha diversos jocs basats en text on l'usuari introdueix ordres a la part inferior de la pantalla. Uno controla el personatge escrivint ordres com "obtener l'anillo" o "apuntar". El programa desenvolupa el text, que descriu com estimar el personatge o com realitzar una acció.
La més notable d'aquestes interfícies és la interfície de flux estàndard, que us permet canalitzar la sortida d'una ordre a l'entrada d'una altra. Els fitxers de text també poden servir per a qualsevol propòsit. Eso proporciona interfícies de canalització, filtratge i redirecció. A Unix, els dispositius també són fitxers, perquè el tipus de fitxer habitual per a l'intèrpret d'ordres utilitzat per a stdin, stdout i stderr és un fitxer de dispositiu tty.
Una altra interfície de línia d'ordres permet que un programa shell executi programes d'utilitat, ja sigui per executar documents o per executar un programa. L'ordre es processa dins del shell i després es passa a un altre programa per executar el document.
Hi ha biblioteques de JavaScript que us permeten escriure aplicacions de línia d'ordres al navegador com a aplicacions web autònomes o com a part d'una aplicació més gran. També hi ha aplicacions web SSH que permeten proporcionar accés a la interfície de línia d'ordres del servidor, així com la possibilitat de configurar el cop de port.
El camp d'entrada de l'URL del navegador web es pot utilitzar com a línia d'ordres. Es pot utilitzar per "llançar" aplicacions web, accedir a la configuració del navegador i també fer cerques. Google, que ha estat batejada com la "línia d'ordres d'Internet", cercarà un domini específic quan trobi paràmetres de cerca en un format conegut.